# Martin Emond
Martin Emond (ur. 4 czerwca 1969, zm. 16 marca 2004 w Los Angeles) – nowozelandzki rysownik, twórca komiksów.
Jego najbardziej znanymi pracami były komiksy Switchblade, White Trash i Rolling Red Knuckles (ten ostatni zyskał wielką popularność zwłaszcza w Japonii). Projektował okładki płyt zespołów muzycznych Shihad i Danzig. Zmarł śmiercią samobójczą.